# María la del Barrio (telenovela filipina)
María la del Barrio é uma telenovela filipina lançada em 2011, remake de María la del Barrio em que foi exibida pela ABS-CBN que estrelou Enchong Dee e Erich Gonzales. É uma adaptação filipina da telenovela mexicana de mesmo nome, produzida em 1995 por Televisa.

## Elenco
- Erich Gonzales como María Hernandez
- Enchong Dee como Luís Fernando de la Vega.
- Angel Aquino como Vitória de la Vega.
- Assunta De Rossi como Sandra Hernandez/Nelia Cayanan.
- Jewel Mische como Sabrina Villabrille de la Vega.
- Perla Bautista como Tita de la Vega.
- Ian Veneracion como Don Fernando de la Vega.
- Jake Roxas como David Decasa.
- Jane Oineza como Vanessa de la Vega.
- Paw Diaz como Soraya Montenegro.
- Alyanna Angeles como Andrea de la Vega.
- K Brosas como Carlota.
- Chiqui del Carmen como Lupe.
- Rolando Inocencio como Padre Honorio.
- Katya Santos como Cha-cha.
- Badjie Mortiz como Urbano.
- Justin Gonzales como Pedro.
- Atoy Co como Mang Doro.
- Joed Serrano como Attorney Paul Parco
- Peewee O'Hara como Berta.
- Isay Alvarez como Calixta.
- Arron Villaflor como Vladimir.